# Ataq (huyện)
Huyện Ataq là một huyện thuộc tỉnh Shabwah, Yemen. Đến thời điểm năm 2003, huyện này có dân số 37315 người